# Frédéric Monier (homme politique)
Frédéric Monier est un homme politique français né le 24 avril 1842 à Eyguières (Bouches-du-Rhône) et décédé le 13 avril 1908 à Eyguières.

## Biographie
Industriel en savonnerie, il est conseiller municipal d'Eyguières et conseiller général en 1870. Il devient maire d'Eyguières en 1877, puis président du conseil général. Il est sénateur des Bouches-du-Rhône, inscrit au groupe de la Gauche démocratique, de 1894 à 1903.

## Distinctions
- Chevalier de la Légion d'honneur (7 octobre 1891)[1]
- Officier d'académie

## Sources
1. ↑  « Recherche - Base de données Léonore », sur www.leonore.archives-nationales.culture.gouv.fr (consulté le 25 janvier 2025)

- « Frédéric Monier (homme politique) », dans le Dictionnaire des parlementaires français (1889-1940), sous la direction de Jean Jolly, PUF, 1960 [détail de l’édition]